# غواصة يو-21 (1936)
غواصة يو-21 كانت غواصة من الفئةالثانية بي خدمت في بحرية ألمانيا النازية كريغسمارينه. تم البدء في بنائها في 4 مارس 1936، من قبل شركة فريدريش كروب من مدينة كيل الألمانية في ساحة رقم 551. دخلت الخدمة في 3 أغسطس 1936. خلال الحرب العالمية الثانية أنخرطت في عمليات ضد سفن شحن العدو. خرجت الغواصة في سبع دوريات حربية وأغرقت خمسة سفن منها سفينة حربية واحدة وألحقت أضرار بسفينة حربية أخرى. صممت هذه الغواصة لأول مرة لتستخدم نظام دفع لا هوائي (AIP) بواسطة استخدام وقود بيروكسيد الهيدروجينِ، ولكن بقي استخدام نظام الدفع هذا تجريبيا بسبب نُدرة بيروكسيد الهيدروجينِ، لذلك تَبنّى المصممونُ طاقة ديزلِ - كهرباء مُحَسَّنةِ. كذلك طُوّرَ الهيكل بشكل مثير، تم إزالة البندقيةِ المكشوفةِ وأيّ ميزّة خارجية في الهيكل تسبب زيادة إعاقة الحركة كتَخفيض حجمِ برج القيادة والمساحة السطحية المستعرضة له. تم زيادة وقت البطاريات وزيد المدى ورُفِعت السرعة تحت الماء إلى 18 عقدةِ، أي أسرع بـ 10 عقدِ من أي غواصة عُرفت قبل ذلك. حُسِّنَ عمقِ الغوص بشكل كبير. إلا إن هذه الغواصة دخلت الخدمة متأخرة جدا قبل نهاية الحرب.